# Hopman Cup 2003
Der Hopman Cup 2003 war die 15. Ausgabe des Tennisturniers im australischen Perth. Er wurde vom 28. Dezember 2002 bis 4. Januar 2003 ausgetragen.
Der letzte Teilnehmer wurde zwischen Usbekistan und Paraguay ausgespielt. In diesem Play-off setzte sich Usbekistan mit 2:1 durch.
Im Finale gewann das Team in Person von Serena Williams und James Blake aus den Vereinigten Staaten mit 3:0 gegen das Team Alicia Molik und Lleyton Hewitt aus Australien.

## Teilnehmer und Gruppeneinteilung
| Nation     | Teilnehmer                                |
| ---------- | ----------------------------------------- |
| Australien | Alicia Molik und Lleyton Hewitt           |
| Italien    | Silvia Farina Elia und Davide Sanguinetti |
| Tschechien | Dája Bedáňová und Jiří Novák              |
| Slowakei   | Daniela Hantuchová und Dominik Hrbatý     |

| Nation             | Teilnehmer                               |
| ------------------ | ---------------------------------------- |
| Vereinigte Staaten | Serena Williams und James Blake          |
| Belgien            | Kim Clijsters und Xavier Malisse         |
| Spanien            | Virginia Ruano Pascual und Tommy Robredo |
| Usbekistan         | Iroda Toʻlaganova und Oleg Ogorodov      |

## Spielplan

### Tabelle
| Pos. | Land       | Gewonnen | Verloren | Spiele | Sätze |
| ---- | ---------- | -------- | -------- | ------ | ----- |
| 1    | Australien | 3        | 0        | 8:1    | 17:3  |
| 2    | Tschechien | 2        | 1        | 5:4    | 13:12 |
| 3    | Slowakei   | 1        | 2        | 4:5    | 9:11  |
| 4    | Italien    | 0        | 3        | 1:8    | 3:16  |

| Pos. | Land               | Gewonnen | Verloren | Spiele | Sätze |
| ---- | ------------------ | -------- | -------- | ------ | ----- |
| 1    | Vereinigte Staaten | 3        | 0        | 8:1    | 17:4  |
| 2    | Belgien            | 2        | 1        | 6:3    | 14:9  |
| 3    | Spanien            | 1        | 2        | 3:1    | 7:13  |
| 4    | Usbekistan         | 0        | 3        | 1:8    | 4:16  |

| Abschnitt | Datum          | Team 1             | Team 2     | Ergebnis |
| --------- | -------------- | ------------------ | ---------- | -------- |
| Play-off  |                | Usbekistan         | Paraguay   | 2:1      |
| Vorrunde  |                | Australien         | Italien    | 3:0      |
| Vorrunde  |                | Tschechien         | Slowakei   | 2:1      |
| Vorrunde  |                | Belgien            | Spanien    | 2:1      |
| Vorrunde  |                | Vereinigte Staaten | Usbekistan | 3:0      |
| Vorrunde  |                | Australien         | Slowakei   | 3:0      |
| Vorrunde  |                | Vereinigte Staaten | Spanien    | 3:0      |
| Vorrunde  |                | Tschechien         | Italien    | 2:1      |
| Vorrunde  |                | Belgien            | Usbekistan | 3:0      |
| Vorrunde  |                | Australien         | Tschechien | 2:1      |
| Vorrunde  |                | Slowakei           | Italien    | 3:0      |
| Vorrunde  |                | Vereinigte Staaten | Belgien    | 2:1      |
| Vorrunde  |                | Spanien            | Usbekistan | 2:1      |
| Finale    | 4. Januar 2003 | Vereinigte Staaten | Australien | 3:0      |

## Ergebnisse
| Datum          | Team 1             | Team 2     | Ergebnis | Spiel                  | Spieler 1                | Spieler 2              | Resultat      |
| -------------- | ------------------ | ---------- | -------- | ---------------------- | ------------------------ | ---------------------- | ------------- |
|                | Usbekistan         | Paraguay   | 2:1      | Dameneinzel            | Iroda Toʻlaganova        | Rossana de los Ríos    | 4:6, 2:6      |
| Herreneinzel   | Usbekistan         | Paraguay   | 2:1      | Oleg Ogorodov          | Ramón Delgado            | 7:5, 6:3               |               |
| Mixed          | Usbekistan         | Paraguay   | 2:1      | Toʻlaganova, Ogorodov  | de los Ríos, Delgado     | 6:4, 7:64              |               |
|                | Australien         | Italien    | 3:0      | Dameneinzel            | Alicia Molik             | Silvia Farina Elia     | 6:3, 6:4      |
| Herreneinzel   | Australien         | Italien    | 3:0      | Lleyton Hewitt         | Davide Sanguinetti       | 6:3, 6:1               |               |
| Mixed          | Australien         | Italien    | 3:0      | Molik, Hewitt          | Farina Elia, Sanguinetti | 6:0, 6:0 walkover      |               |
|                | Tschechien         | Slowakei   | 2:1      | Dameneinzel            | Dája Bedáňová            | Daniela Hantuchová     | 3:6, 6:4, 6:1 |
| Herreneinzel   | Tschechien         | Slowakei   | 2:1      | Jiří Novák             | Dominik Hrbatý           | 7:61, 3:6, 6:3         |               |
| Mixed          | Tschechien         | Slowakei   | 2:1      | Bedáňová, Novák        | Hantuchová, Hrbatý       | 7:5, 64:7, [9:11]      |               |
|                | Belgien            | Spanien    | 2:1      | Dameneinzel            | Kim Clijsters            | Virginia Ruano Pascual | 6:1, 6:0      |
| Herreneinzel   | Belgien            | Spanien    | 2:1      | Xavier Malisse         | Tommy Robredo            | 61:7, 6:3, 3:6         |               |
| Mixed          | Belgien            | Spanien    | 2:1      | Clijsters, Malisse     | Ruano Pascual, Robredo   | 2:6, 7:5, [10:7]       |               |
|                | Vereinigte Staaten | Usbekistan | 3:0      | Dameneinzel            | Serena Williams          | Iroda Toʻlaganova      | 6:3, 6:2      |
| Herreneinzel   | Vereinigte Staaten | Usbekistan | 3:0      | James Blake            | Oleg Ogorodov            | 2:6, 7:5, 6:1          |               |
| Mixed          | Vereinigte Staaten | Usbekistan | 3:0      | Williams, Blake        | Toʻlaganova, Ogorodov    | 6:3, 6:1               |               |
|                | Australien         | Slowakei   | 3:0      | Dameneinzel            | Alicia Molik             | Daniela Hantuchová     | 6:4, 6:2      |
| Herreneinzel   | Australien         | Slowakei   | 3:0      | Lleyton Hewitt         | Dominik Hrbatý           | 6:2, 6:0               |               |
| Mixed          | Australien         | Slowakei   | 3:0      | Molik, Hewitt          | Hantuchová, Hrbatý       | 7:6, 7:6               |               |
|                | Vereinigte Staaten | Spanien    | 3:0      | Dameneinzel            | Serena Williams          | Virginia Ruano Pascual | 6:3, 6:3      |
| Herreneinzel   | Vereinigte Staaten | Spanien    | 3:0      | James Blake            | Tommy Robredo            | 6:3, 6:0               |               |
| Mixed          | Vereinigte Staaten | Spanien    | 3:0      | Williams, Blake        | Ruano Pascual, Robredo   | 6:1, 6:4               |               |
|                | Tschechien         | Italien    | 2:1      | Dameneinzel            | Dája Bedáňová            | Silvia Farina Elia     | 4:6, 6:2, 2:6 |
| Herreneinzel   | Tschechien         | Italien    | 2:1      | Jiří Novák             | Davide Sanguinetti       | 6:7, 7:5, 7:5          |               |
| Mixed          | Tschechien         | Italien    | 2:1      | Bedáňová, Novák        | Farina Elia, Sanguinetti | 6:3, 6:3               |               |
|                | Belgien            | Usbekistan | 3:0      | Dameneinzel            | Kim Clijsters            | Iroda Toʻlaganova      | 6:3, 6:2      |
| Herreneinzel   | Belgien            | Usbekistan | 3:0      | Xavier Malisse         | Oleg Ogorodov            | 6:3, 6:7, 6:2          |               |
| Mixed          | Belgien            | Usbekistan | 3:0      | Clijsters, Malisse     | Toʻlaganova, Ogorodov    | 6:1, 6:1               |               |
|                | Australien         | Tschechien | 2:1      | Dameneinzel            | Alicia Molik             | Dája Bedáňová          | 7:6, 7:5      |
| Herreneinzel   | Australien         | Tschechien | 2:1      | Lleyton Hewitt         | Jiří Novák               | 2:6, 6:3, 3:6          |               |
| Mixed          | Australien         | Tschechien | 2:1      | Molik, Hewitt          | Bedáňová, Novák          | 4:6, 7:5, [10:4]       |               |
|                | Slowakei           | Italien    | 3:0      | Dameneinzel            | Daniela Hantuchová       | Silvia Farina Elia     | 6:4, 6:3      |
| Herreneinzel   | Slowakei           | Italien    | 3:0      | Dominik Hrbatý         | Davide Sanguinetti       | 6:3, 7:64              |               |
| Mixed          | Slowakei           | Italien    | 3:0      | Hantuchová, Hrbatý     | Farina Elia, Sanguinetti | 8:3 (Pro-set)          |               |
|                | Vereinigte Staaten | Belgien    | 2:1      | Dameneinzel            | Serena Williams          | Kim Clijsters          | 7:5, 6:3      |
| Herreneinzel   | Vereinigte Staaten | Belgien    | 2:1      | James Blake            | Xavier Malisse           | 6:7, 2:6               |               |
| Mixed          | Vereinigte Staaten | Belgien    | 2:1      | Williams, Blake        | Clijsters, Malisse       | 7:663:6, [10:5]        |               |
|                | Spanien            | Usbekistan | 2:1      | Dameneinzel            | Virginia Ruano Pascual   | Iroda Toʻlaganova      | 6:7, 0:6      |
| Herreneinzel   | Spanien            | Usbekistan | 2:1      | Tommy Robredo          | Oleg Ogorodov            | 6:0, 6:4               |               |
| Mixed          | Spanien            | Usbekistan | 2:1      | Ruano Pascual, Robredo | Toʻlaganova, Ogorodov    | 6:2, 6:4               |               |
| 4. Januar 2003 | Vereinigte Staaten | Australien | 3:0      | Dameneinzel            | Serena Williams          | Alicia Molik           | 6:2, 6:3      |
| 4. Januar 2003 | Vereinigte Staaten | Australien | 3:0      | Herreneinzel           | James Blake              | Lleyton Hewitt         | 6:3, 6:4      |
| 4. Januar 2003 | Vereinigte Staaten | Australien | 3:0      | Mixed                  | Williams, Blake          | Molik, Hewitt          | 6:3, 6:2      |